# توللف تولفسن
توللف تولفسن (انگلیسی: Tollef Tollefsen; ۲ ژوئن ۱۸۸۵ – ۲۸ مارس ۱۹۶۳) قایقران روئینگ اهل نروژ بود.